# Jure Zrimšek
Jure Zrimšek (20 januari 1982) is een Sloveens voormalig professioneel wielrenner. In het verleden reed hij voor onder meer Acqua e Sapone en Adria Mobil. 
In 2002 werd hij Europees kampioen puntenkoers bij de beloften en derde op het Europese kampioenschap tijdrijden op de weg. Een jaar later werd hij op datzelfde kampioenschap tweede.

## Belangrijkste overwinningen
2002
 Europees kampioenschap tijdrijden, Beloften
2e etappe Olympia's Tour
2003
1e etappe Ronde van Slovenië
 Europees kampioenschap tijdrijden, Beloften
2004
1e etappe Istrian Spring Trophy
Eindklassement Istrian Spring Trophy
2007
Proloog Ronde van Kroatië
2010
Beograd-Banja Luka I
Cujnik · Furdi · Jarc · Kišerlovski · Kump · Nose · Senekovic · Špilak · Svab · J. Zagar · T. Zagar · Zrimšek
Bole · Cujnik · Grlic · Jarc · Kišerlovski · Kump · Murn · Nose · Senekovic · Svab · Zagar · Zrimšek
Bole · Cujnik · Fajt · Gnezda · Jarc · Kump · Murn · Nose · Signego · Svab · Vrečer · Zagar · Zrimšek